# Barbara Colby
 (avril 2021).
Barbara Colby, née le 2 juillet 1939 à New-York et morte assassinée le 24 juillet 1975 à Venice (Los Angeles), est une actrice américaine.

## Biographie

### Carrière
Barbara Colby commence sa carrière d'actrice au théâtre. Après une bonne performance dans Six personnages en quête d'auteur en 1964, elle s'installe à Broadway et débute dans The Devils l'année suivante. Tout au long de la décennie, elle apparaît dans des pièces comme Under Milk Wood, Meurtre dans la cathédrale, Dear Liar et Une maison de poupée, et reçoit d'élogieuses critiques pour son rôle de Portia dans Jules César en 1966. 
Le premier rôle télévisé important de Barbara Colby se trouve dans l'épisode de la première série de Columbo, intitulé Le Livre témoin et réalisé par Steven Spielberg en 1971, incarnant le personnage de Lilly La Sanka, une épicière de montagne. Elle joue une multitude de seconds rôles et est invitée dans des séries célèbres telles que The Odd Couple, McMillan, Sur la piste du crime, Médecins d'aujourd'hui, Kung Fu et Gunsmoke. Elle apparaît dans les années 1970 dans des pièces comme Aubrey Beardsley the Neophyte, House of Blue Leaves, Afternoon Tea et The Hot Baltimore. Elle revient aux classiques avec un rôle hors Broadway en tant qu'Elizabeth dans Richard III, et elle est de retour à Broadway avec Murderous Angels en 1971 et une reprise de A Doll's House au début de 1975. En 1974, Colby apparaît dans deux films, Les Flambeurs et Memory of Us. Au début de 1975, elle joue dans Rafferty and the Gold Dust Twins.
Un rôle de prostituée face à Mary Tyler Moore dans un épisode de The Mary Tyler Moore Show de MTM Productions la conduit à une nouvelle apparition dans un épisode ultérieur. En 1975, MTM la choisit comme la nouvelle partenaire régulière de Mary Tyler Moore dans la série dérivée Phyllis, avec l'actrice Cloris Leachman. Colby, qui était apparue avec Leachman dans le téléfilm A Brand New Life en 1973, est choisie pour le rôle de la responsable de Cloris Leachman, Julie Erskine, propriétaire d'un studio de photographie.

### Vie privée
Bien que née à New York, Barbara Colby a principalement vécu à La Nouvelle-Orléans, où elle s'intéresse à la comédie pendant ses études secondaires. Après avoir obtenu son diplôme, elle reçoit une bourse d'études au Bard College à New York.

### Assassinat
Le 24 juillet 1975, Barbara Colby et son collègue James Kiernan se dirigent vers leur voiture après un cours de théâtre à Venice, Los Angeles, lorsqu'ils sont abattus dans un parking. Les meurtres ont lieu après le tournage de trois épisodes de la série télévisée Phyllis. Colby est tuée sur le coup, mais Kiernan parvient à décrire la fusillade à la police avant de mourir de ses blessures. Il déclare notamment qu'il n'avait pas reconnu les deux hommes qui les avaient abattus et que les coups de feu s'étaient produits sans avertissement, sans motif ni provocation. La police ne parvient pas à déterminer s'il s'agissait d'une fusillade ou d'un meurtre prémédité. Les tueurs n'ont jamais été identifiés et l'affaire reste un cold case.
À l'époque de sa mort, Colby était séparée de son mari, Bob Levitt, fils de la chanteuse et actrice Ethel Merman. La dernière apparition de Barbara Colby est dans le téléfilm The Ashes of Mrs Reasoner, diffusé en 1976.
Barbara Colby a été incinérée. Ses cendres sont dispersées en mer par sa famille et ses amis lors d'une cérémonie au large de Paradise Cove sur la côte du Pacifique.

## Filmographie

### Cinéma
- 1968 : Petulia de Richard Lester : patient
- 1974 : The Memory of Us de H. Kaye Dyal : Iris
- 1974 : Les Flambeurs (California Split) de Robert Altman : réceptionniste
- 1975 : Rafferty et les auto-stoppeuses (Rafferty and the Gold Dust Twins) de Dick Richards

### Télévision
- 1969 : N.Y.P.D. : Lila
- 1971 : The Odd Couple : Monique
- 1971 : Columbo : épisode Le Livre témoin (Murder by the Book) : Lilly La Sanka
- 1972 : Look Homeward, Angel : Miss Brown
- 1973 : Sur la piste du crime (The F.B.I.) : Marti
- 1973 : McMillan : Linda Comsack
- 1973 : ABC Afterschool Special :
- 1974 : Judgement: The Trial of Julius and Ethel Rosenberg
- 1974 : Médecins d'aujourd'hui (Medical Center) : Mrs. Polumbo
- 1974 : Kung Fu : Josie
- 1974 : Gunsmoke : Kathy Carter
- 1974–1975 : The Mary Tyler Moore Show : Sherry Ferris
- 1975 : Rafferty and the Gold Dust Twins
- 1975 : Phyllis : Julie Erskine #1
- 1976 : The Ashes of Mrs. Reasoner